# Macaranga novoguineensis
Macaranga novoguineensis är en törelväxtart som beskrevs av Johannes Jacobus Smith. Macaranga novoguineensis ingår i släktet Macaranga och familjen törelväxter. Inga underarter finns listade i Catalogue of Life.